# Tableau encyclopédique et méthodique
Tableau encyclopédique et méthodique des trois règnes de la nature ("Tabella enciclopedica e metodica dei tre regni della natura") è una vasta enciclopedia pubblicata nel XVIII secolo, in lingua francese, basata inizialmente sul lavoro di appassionati naturalisti come Jean-Guillaume Bruguière e Christian Hee Hwass.
Tableau encyclopédique et méthodique des trois règnes de la nature era una enciclopedia illustrata di piante, di animali e di minerali, che si distingue per l'incorporazione delle prime descrizioni scientifiche delle diverse specie, e per le sue belle incisioni colorate. Essa viene pubblicata a Parigi da Charles-Joseph Panckoucke, a partire dal 1788. Anche se molti volumi possono essere considerati parte della più grande Encyclopédie Méthodique, essi sono stati intitolati ed editi separatamente.
Singole stampe di questo lavoro possono oggi valere centinaia di euro.

## Contributori
- Jean-Baptiste de Lamarck (1744-1829) tratta della tassonomia vegetale;
- Louis Jean-Marie Daubenton (1716-1800) redige la parte dedicata ai quadrupedi ma il suo sistema, inclusa la classificazione che ne consegue, è criticata dai suoi contemporanei;
- L'abate Pierre Joseph Bonnaterre (1747-1804) redige principalmente le parti riguardanti i pesci e gli uccelli. Segue il sistema binomiale di Linneo. Completato con tavole di grandi dimensioni, entrambe le parti godono di grande considerazione. È anche autore di articoli che si trattano di cetacei, mammiferi, rettili, anfibi e insetti;
- Jean-Guillaume Bruguière (1750-1798) tratta degli invertebrati;
- Louis Pierre Vieillot (1748-1831) redige il secondo volume riguardante gli uccelli.